# Rotunde St. Martin

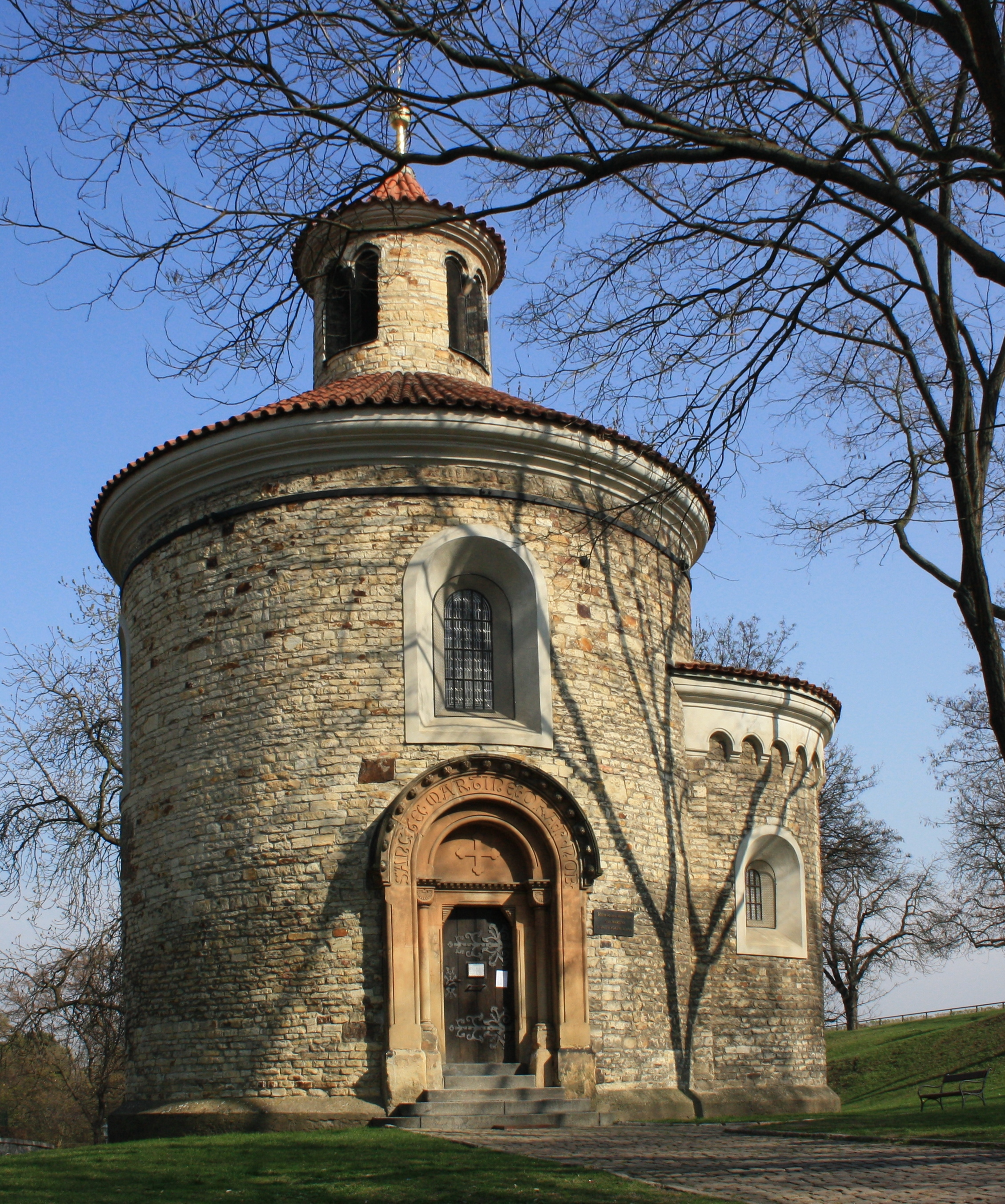
Die Martinsrotunde auf dem Vyšehrad

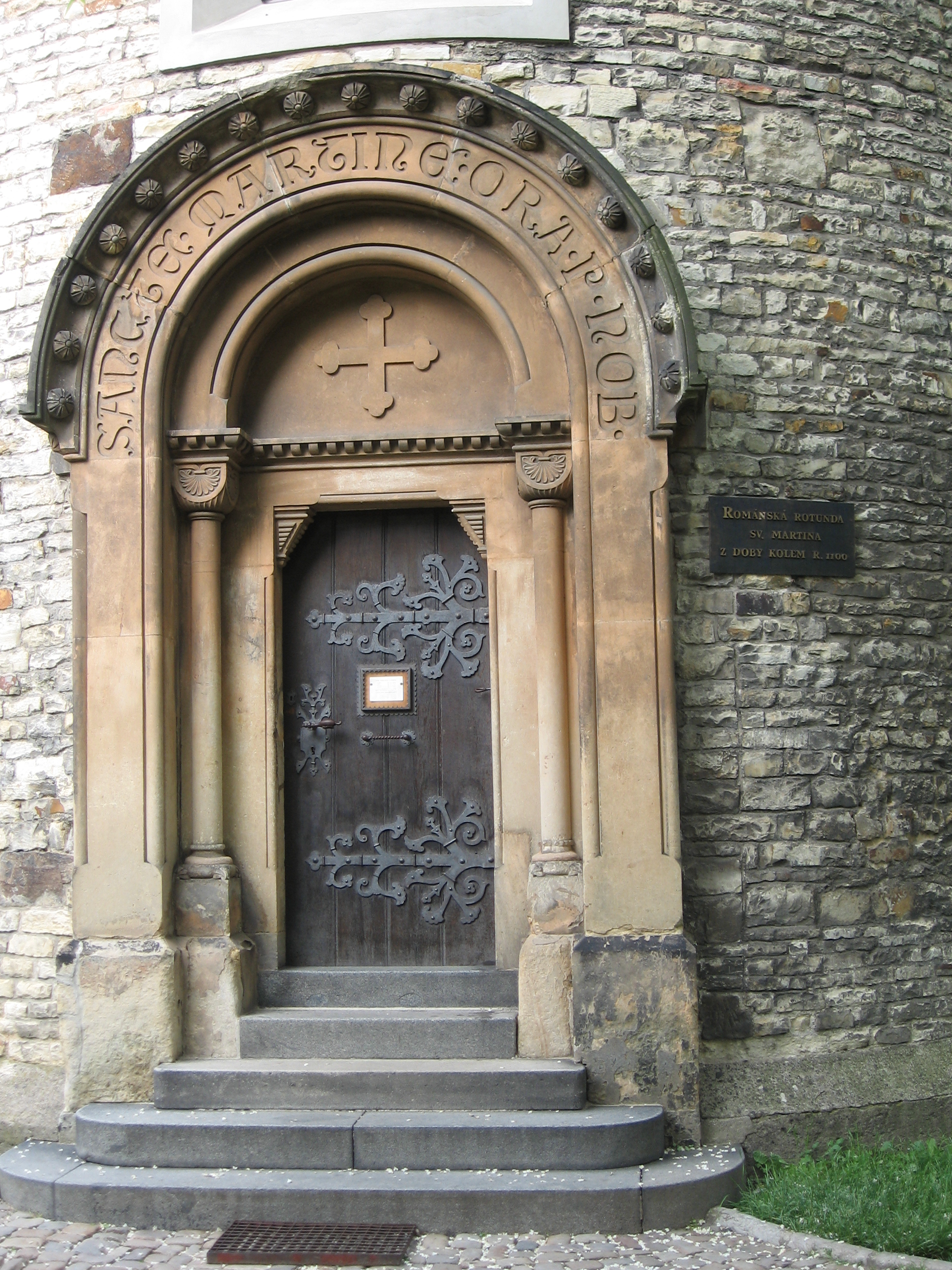
Portal

Die Rotunde des Hl. Martin (tschechisch Rotunda svatého Martina) befindet sich auf der Festung Vyšehrad in Prag. Sie ist das einzige Baudenkmal des Vyšehrads, das in seiner ursprünglichen Gestalt erhalten geblieben ist, und die älteste erhaltene Rotunde der Stadt.

## Geschichte
Der Bau der romanischen Rotunde erfolgte wahrscheinlich noch im letzten Drittel des 11. Jahrhunderts unter Vratislav II., die erste schriftliche Erwähnung des Baus stammt aber erst aus dem Jahr 1396. Dem Zentralbau ist eine halbrunde, mit Lisenen verzierte Apsis angeschlossen.
Nach Errichtung der Barockfestung Vyšehrad wurde die Kirche profaniert und diente als Pulvermagazin. Auf Betreiben Karl Chotek von Chotkows konnte ein geplanter Abriss verhindert werden. Nach 1875 wurde die Rotunde renoviert und in ihren ursprünglichen Zustand zurückversetzt, wobei jedoch der Eingang auf der Westseite zugemauert und durch ein neoromanisches Portal im Süden ersetzt wurde. Auch der Marmoraltar wie die Ausmalungen an den Innenwänden, die Motive aus dem Vyšehrader Krönungskodex (Ende des 11. Jahrhunderts) aufgreifen, stammen aus dieser Zeit.